# Dangerous (canción de Sleep Token)
«Dangerous» es una canción de Sleep Token perteneciente a su cuarto álbum de estudio Even in Arcadia aunque la canción no fue lanzada como sencillo.

## Recepción
Susan Hansen de Clash, escribió: «Acertadamente, comenzando en un estado de introversión, la balada electrónica de «Dangerous» ofrece una quietud que precede a una vitalidad tormentosa que engancha». En su reseña de «Even in Arcadia» para Pitchfork, Eli Enis comentó que los «momentos fugazmente placenteros» del álbum llegan cuando Vessel canta con tristeza sobre guitarras tormentosas y baterías de rock contundentes, mencionando la «explosión» de «Dangerous» como ejemplo.
En una clasificación de las canciones del álbum, Mackenzie Cummings-Grady de Billboard colocó "Dangerous" en el número 10 (último puesto), afirmando: "Si bien el uso del trap y el dubstep en Sleep Token es admirable, 'Dangerous' simplemente no me remueve las entrañas como otras canciones. Even in Arcadia está llena de momentos verdaderamente sofocantes, donde las guitarras son tan pesadas y los gritos tan densos que lo envuelven todo. Cuando ese es el límite, un bajo dubstep simplemente no pega más. 'Dangerous' a veces se siente recargada, con la voz de Vessel ahogada por la mezcla de guitarras, ritmos y coros que perforan la canción".

## Posicionamiento en lista
| Lista (2025)                                | Mejor posición |
| ------------------------------------------- | -------------- |
| Canada (Canadian Hot 100)                   | 76             |
| Global 200 (Billboard)                      | 129            |
| New Zealand Hot Singles (RMNZ)              | 3              |
| US Billboard Hot 100                        | 56             |
| US Hot Hard Rock Songs (Billboard)          | 1              |
| US Hot Rock & Alternative Songs (Billboard) | 11             |

## Personal
Adaptado de Qobuz.
- Carl Bown – Producción, ingeniería, mezcla
- Jim Pinder – Ingeniería
- Adam "Nolly" Getgood – Producción adicional
- Sebastian Sendon – Ingeniería adicional, edición de batería
- Ste Kerry – Masterización